# KREVA
크레바(KREVA, 1976년 6월 18일 ~)는 일본의 힙합 가수이다.

## 내력

### 킥 더 캔 크루 시절
1997년부터 리틀, DJ 수호, MCU와 활동을 시작한 킥 더 캔 크루에선 MC와 거의 모든 곡을 만들었고 2002년엔 〈마르쉐〉가 히트해 《NHK 홍백가합전》에 처음으로 출장하기도 했다.

## 출연 작품

### 영화
- 461개의 도시락 - 후루이치 에이타 역